# Ouled Cebbah
Ouled Cebbah (àrab أولاد صباح) és una comuna rural de la província de Berrechid de la regió del Marroc de Casablanca-Settat. Segons el cens de 2014 tenia una població total de 7.606 persones.